# Mikropachycefalozaur
Mikropachycefalozaur (Micropachycephalosaurus hongtuyanensis) – dinozaur z podrzędu ceratopsów. 
Żył w okresie późnej kredy (około 83-71 mln lat temu) na terenach wschodniej Azji. Długość ciała ok. 70 cm, wysokość ok. 30 cm, masa ok. 15 kg. Jego szczątki znaleziono w Chinach (w prowincji Shandong).

## Taksonomia

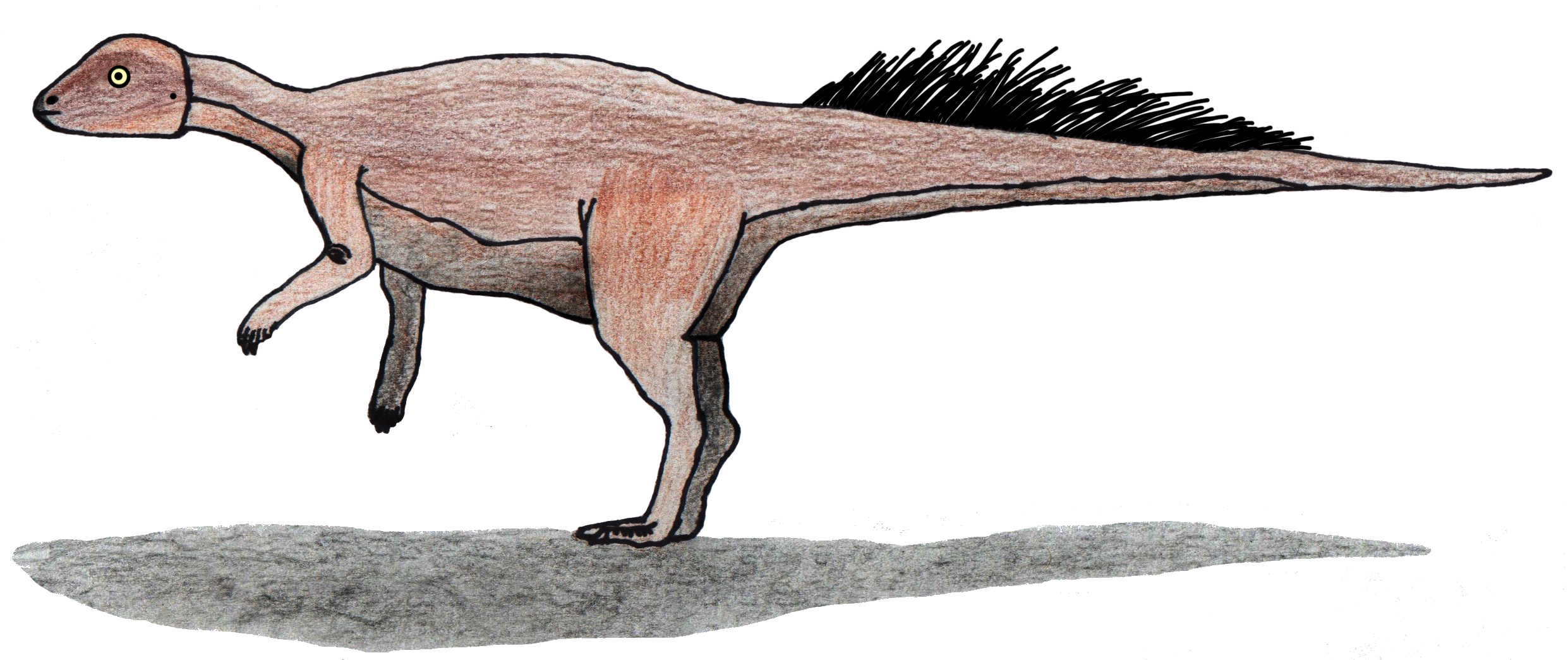
Wizja artystyczna

M. hongtuyanensis jest jedynym znanym gatunkiem monotypowego rodzaju Micropachycephalosaurus. Opisany został w 1978 roku przez Dong Zhiminga, który przyporządkował go do Pachycephalosauria, grupy dwunożnych roślinożerców o kopulasto wysklepionych głowach. Dokonany w 2006 roku przez R.M. Sullivan przegląd rodziny Pachycephalosauridae podał w wątpliwość taką klasyfikację. W badaniach Butlera i Zhao z 2008 również nie udało się odnaleźć cech łączących mikropachycefalozaura z pachycefalozaurami. Fragment zgrubiałego dachu czaszki, który mógł wskazywać na taki związek i potwierdzić oryginalną klasyfikację, zaginął i nie mógł być poddany oględzinom. W związku z tym uczeni przyporządkowali ten gatunek jako pośredniego członka Cerapoda. W 2011 roku Bulter i współpracownicy dokonali analizy kladystycznej, której wyniki wskazują na zajmowanie przez mikropachycefalozaura pozycji bazalnej w obrębie Ceratopsia.